# Silvestriola ficorum
Silvestriola ficorum är en tvåvingeart som först beskrevs av Barnes 1932.  Silvestriola ficorum ingår i släktet Silvestriola och familjen gallmyggor.
Artens utbredningsområde är Algeriet. Inga underarter finns listade i Catalogue of Life.